# Aphylla angustifolia
Aphylla angustifolia là loài chuồn chuồn trong họ Gomphidae. Loài này được Garrison mô tả khoa học đầu tiên năm 1986.